# Metronews
Pour les articles homonymes, voir Metro.
Metro, devenu Metronews en 2013, était un média d'information français fondé en 2002 et disparu en 2016. À l'origine version française imprimée du journal international d'information gratuit Metro, le quotidien papier est publié du 18 février 2002 au 3 juillet 2015, date à laquelle il devient un pure player — un média actif uniquement sur Internet — sous le nom de Metronews.
Devenu depuis une filiale de la chaîne de télévision française d'information LCI qui appartient au groupe TF1, le site est définitivement fermé le 29 août 2016, lors d'une profonde restructuration de la chaîne et le nom de domaine redirige désormais vers celui de TF1 Info.

## Historique
En 2003 le groupe TF1 rachète 34 % des parts de l'entreprise à Metro International pour 12 millions d'euros.
Outre la publication de brèves d'agences d'information, ce qui est alors le journal Metro dispose d'un contenu éditorial propre réalisé par les rédactions nationale et régionales du quotidien. Jusqu'en 2005, Metro propose des tribunes spécifiques signées par des journalistes tels que Christine Ockrent et Philippe Tesson. Plus tard, les tribunes quotidiennes proposées par le journal sont ouvertes à divers spécialistes, intellectuels et associations.
En 2006, l'édition française de Metro change de formule, avec une pagination que les concepteurs veulent plus claire. Le quotidien dynamise également son site web et le rapproche de la version papier. À partir de 2012, Metro travaille en reverse publishing, une méthode consistant à publier des informations en ligne, puis à les reprendre et les enrichir sur la version papier. Avec onze éditions régionales, Metronews est alors distribué dans 33 agglomérations (Paris, Rouen, Chartres, Orléans, Tours, Strasbourg, Metz, Nancy, Lyon, Saint-Étienne, Grenoble, Annecy, Chambéry, Valence, Marseille, Toulon, Aix-en-Provence, Avignon, La Seyne-sur-Mer, Nice, Cannes, Antibes, Cagnes-sur-Mer, Montpellier, Nîmes, Toulouse, Bordeaux, Montauban, Nantes, Rennes, le Mans, Lille et Lens).
En 2011 le groupe TF1 rachète à Metro International les parts restantes de Metro et possède ainsi désormais la totalité du capital.
Le 17 mai 2013, l'édition française de Metro devient Metronews et lance une nouvelle formule de son site internet.
Le 21 mai 2015, le groupe TF1 annonce une réduction du personnel ainsi que l'arrêt de l'édition papier « en raison de la crise du marché publicitaire ». Diffusée en 2014 à 744 988 exemplaires en moyenne par jour, elle disparaît le vendredi 3 juillet 2015.
Amputé de sa version papier, Metronews devient alors un média actif uniquement sur Internet — un pure player. Devenu depuis une filiale de la chaîne de télévision française d'information LCI qui appartient au groupe TF1, le site est définitivement fermé le 29 août 2016 lors d'une profonde restructuration de la chaîne et redirige désormais vers le site de LCI.

## Identité visuelle (logos)

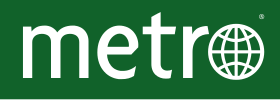
Logo de Metro de février 2002 au 16 mai 2013.
Logo de Metronews du 17 mai 2013 au 29 août 2016.

## Controverses
Le 27 juin 2011, Metro a publié un article relatant le témoignage d'une salariée de France Télécom (devenue Orange en 2013), qui se présentait comme « téléconseillère à temps partiel au centre d’appels d’Ivry-sur-Seine durant dix ans » et faisait l'éloge des conditions de travail dans l'entreprise, en écho aux suicides survenus quelques années auparavant. Des salariés de France Télécom ont reconnu la salariée interviewée, qui était en réalité la rédactrice en chef du webzine du groupe France Télécom. La direction de Metro s'est ensuite excusée, en insistant sur le fait de n'avoir « répondu à aucune consigne de la direction de France Télécom-Orange ».